# Habenaria leptoloba
Habenaria leptoloba är en orkidéart som beskrevs av George Bentham. Habenaria leptoloba ingår i släktet Habenaria och familjen orkidéer. Inga underarter finns listade i Catalogue of Life.